# Хван Йеджи
Хван Йеджи́ (кор. 황예지, 黄禮志; род. 26 мая 2000, Сеул), более известная как Йеджи́ — южнокорейская певица, рэпер и танцовщица. Является лидером и вокалисткой гёрл-группы Itzy, сформированной в 2019 году лейблом JYP Entertainment. Впервые получила известность в стране, когда появилась на южнокорейском шоу The Fan, где заняла первое место в южнокорейской поисковой системе Naver.

## Ранняя жизнь и образование
Йеджи родилась 26 мая 2000 года в Сеуле, Республика Корея, но выросла в юго-западном городе Чонджу. Она начала танцевать в пятом классе, а когда училась в восьмом, то относилась к танцам «более серьезно».

## Карьера

### 2015—2018: Пре-дебют
В декабре 2015 года Йеджи прошла прослушивание в JYP Entertainment, одной из песен, с которой она прошла прослушивание, была песня Джесси 2015 года «ssenunni». В итоге она присоединилась к компании в том же году. В 2017 вместе с будущими участницами группы Itzy появилась в реалити-шоу Stray Kids в составе предебютной женской команды JYP. В конце 2018 года стала участницей шоу на выживание The Fan на телеканале SBS, во время которого Чунхо из 2PM описал ее как «секретное оружие JYP».. Но в пятом эпизоде выбыла, не набрав достаточное количество баллов. Ее имя поднялось на вершину южнокорейской онлайн-поисковой системы Naver. Йеджи провела около трех лет в качестве стажерки, прежде чем дебютировать в 2019 году в составе Itzy.

### 2019—настоящее время: Дебют в Itzy
12 февраля 2019 года Йеджи дебютировала в качестве участницы Itzy. Группа дебютировала с сингловым альбомом It'z Different с ведущим синглом «Dalla Dalla». 12 октября того же года Йеджи стала ведущей программы Asia Song Festival вместе с коллегой по лейблу Хван Хёнджином.

## Имидж
Йеджи хорошо известна как одна из девушек-айдолов, обладающих «кошачьей внешностью», которую Harper’s Bazaar описывает как «эталон» кошачьих глаз, «из-за ее тонкой формы лица, глаз без двойных век и детализированных черт, [которые] заставляют людей думать о кошке», она получила прозвище (кор. 매력적 캣츠아이) (очаровательный кот) в южнокорейских СМИ.

## Фильмография

### Телевизионные-шоу
| Год  | Название      | Роль      | Примечания                                                                 | Ссылка |
| ---- | ------------- | --------- | -------------------------------------------------------------------------- | ------ |
| 2015 | Снова 20      | Камео     | Появился в 8-м и 9-м эпизодах в качестве участницы команды уличных танцев. | [ 11 ] |
| 2017 | Бродячие дети | Камео     | Появилась в первом эпизоде вместе с Team Girls                             | [ 12 ] |
| 2018 | Фанат (더 팬) | Участница | Выбыла в 5 эпизоде                                                         | [ 13 ] |